# 欽成皇后
欽成皇后朱氏，名不詳（1052年－1102年），原姓崔，中國北宋時期皇族女性，為神宗嬪妃、哲宗生母。

## 生平
朱氏出身開封府（今河南開封），生父崔杰早逝，母亲李氏改嫁朱士安，于是跟随继父姓朱。后来又成为任氏的养女。
熙寧元年（1068年）時十六歲，選入宮，為御侍。八年（1075年）正月，進才人。九年（1076年）十二月，進婕妤。生二子一女，即後來的宋哲宗趙煦、蔡王趙似和贤静长帝姬。元豐二年（1079年）九月，進昭容。五年（1082年）八月，封賢妃。七年（1084年）正月，進德妃。八年（1085年）三月，哲宗即位，尊為聖瑞皇太妃，其時宣仁、欽聖（宋神宗的嫡妻向皇后）二位太后皆居尊，故此封號為皇太妃而非皇太后。
元祐二年（1087年）九月，行冊禮。三年（1088年），宣仁太皇太后下诏，引用《春秋》“母以子贵”之义，让太妃朱氏出入时的舆盖、仗卫、冠服等都以皇后的礼仪进行。到绍圣年间，哲宗下令“即合建殿，改乘车为舆，出入由宣德东门，百官上笺称‘殿下’，名所居为圣瑞宫”，并追赠朱氏的生父崔杰、继父朱士安、养父任某皆为太师、太保。
元符三年（1100年），哲宗崩，无子，宰相章惇推荐朱太妃的小儿子赵似继承。向太后担忧哲宗的母弟继承皇位后朱氏势力更会压过自己，说：“均是神宗子，何必然。”乃立生母已死的端王赵佶，即宋徽宗。
两年后（崇寧元年（1102年）二月），朱太妃薨，年五十一，追封為皇后，上諡號欽成「威儀悉备曰欽，敬事节用曰欽；妇德均一曰成，夙夜警戒曰成」，葬永裕陵。

## 家族
- 曾祖：崔寔，累贈太子太保、太保
- 曾祖母：柳氏，累贈吳國太夫人、魏國太夫人
- 祖：崔琳，累贈太子太傅、太傅
- 祖母：楊氏，累贈秦國太夫人、燕國太夫人
- 父：崔傑，特贈太尉、加贈太師、追封崇國公
- 母：李氏，特贈兗國太夫人、追贈唐國太夫人、楚國太夫人
- 繼父：朱士安，終官供備庫副使、累贈和州團練使、萊州防禦使、青州觀察使、保大軍節度使、太尉、開府儀同三司
- 養曾祖：任百祥，累贈太子太保、司空、太保、太傅
- 養曾祖母：孫氏，累贈郯國太夫人、衛國太夫人、秦國太夫人、陳國太夫人
- 養祖：任士清，累贈太子太傅、司徒、太傅、太師
- 養祖母：康氏，累贈莒國太夫人、曹國太夫人、魏國太夫人、楚國太夫人
- 養父：任廷和，累贈太子太師、太尉、太師、追封康國公
- 養母：唐氏，累贈崇國太夫人、蘇國太夫人、魯國太夫人、越國太夫人
- 養母：王氏，累贈榮國太夫人、鎮國太夫人、周國太夫人、吳國太夫人
- 養母：逯氏，累贈昌國太夫人、益國太夫人、漢國太夫人、冀國太夫人
- 养兄：任隆，终官左班殿直、赠洛苑副使

## 延伸阅读
[在维基数据编辑]
 《宋史·卷243》，出自脱脱《宋史》